# Barney Battles (Fußballspieler, 1875)
Bernard „Barney“ Battles (* 13. Januar 1875 in Glasgow; † 9. Februar 1905 ebenda) war ein schottischer Fußballspieler.

## Laufbahn
Der 1875 in Glasgow geborene Bernard Battles spielte von den frühen 1890ern bis zu seinem Tod 1905 professionell Fußball; dabei stand er bei zehn Vereinen unter Vertrag. Zu seinen bekanntesten Stationen zählen Heart of Midlothian, Celtic Glasgow, bei denen er mit Unterbrechungen drei Mal spielte, der FC Dundee sowie der FC Liverpool. Letzterer war seine einzige Station außerhalb Schottlands.
1901, als er bei Celtic Glasgow unter Vertrag stand, bestritt Battles seine einzigen drei Länderspiele für die schottische Nationalmannschaft.
Bernard Battles starb 1905 im Alter von 30 Jahren. Sein im selben Jahr geborener Sohn Barney Battles spielte später ebenfalls professionell Fußball.